# 飾り結び
飾り結び（かざりむすび）とは、紐を使って装飾的に結ぶ手法、およびその結び目である。
日本では、そのうち特に、中国から伝わった結びをもとに発達したものを指す。花結びとも呼ばれる。一般に組み紐と呼ばれることも多いが、組み紐は糸を組んで紐を作る工芸であり、紐を結んで作る飾り結びとは別である。
日本の飾り結びは、仏教とともに伝わったいくつかの結びと、遣隋使が持ち帰った下賜品に結ばれていた紅白の麻紐が起源とされる（水引と同じ）。
飾り結びは中国のものと共通するものも多いが、日本で独自に考案されたものも数多くある。特に茶道においては、仕服（茶碗・茶入れなどを入れる袋）を封じる紐に飾り結びを施すことで、装飾性を増すとともに、知らぬ者が開封した場合に元通りにしにくくすることで、みだりに開封できないようにする鍵の役目を持つ結びが多数考案された。これらを特に花結びと呼ぶこともある。